# Halmaheramys bokimekot
Halmaheramys bokimekot — вид пацюків (Rattini), що живе на о. Хальмахера, Індонезія.

## Середовище проживання
Типовий зразок було зібрано в місцевості Бокі Мекот, що лежить за 15 км на північний захід від села Сагеа (центральна Хальмахера, острів Хальмахера, Північні Молуккські острови, Індонезія), на висоті 723 м над рівнем моря (Фабр та ін. 2013). Наразі це єдина відома місцевість, де було зібрано ще п'ять екземплярів на висоті від 700 до 750 м над рівнем моря у тій самій подорожі 2010 року (Fabre et al. 2013). Fabre та ін. (2013) припускають, що вид буде зустрічатися на більш широкій території, де зберігаються відповідні лісові середовища існування, наприклад, в Хальмахері, і, можливо, на сусідніх островах з близькими біогеографічними асоціаціями Хальмахера (наприклад, Бакан, Моротаї, Тернате і Тідор).
Бокі-Мекот – це гірська місцевість, багата на вапняк, густого первинного низинного вічнозеленого лісу та ділянок відкритого старого вторинного зростання. Усі екземпляри були виловлені в первинному лісі на висоті близько 700 м. Виходячи з невеликого вмісту шлунка, цей вид, швидше за все, всеїдний. Його зовнішня морфологія, з коротким хвостом, а також довгими задніми лапами, ймовірно, свідчить про те, що він веде наземний спосіб життя.

## Загрози й охорона
Цей гірський район стикається з екологічними загрозами через видобуток і лісозаготівлю. Великий проект з видобутку нікелю зараз відбувається в районі затоки Веда, який може включати частину географічного ареалу H. bokimekot. Невідомо, чи існує цей вид на заповідних територіях.